# Coppa di Slovacchia 2017-2018 (pallavolo femminile)
La Coppa di Slovacchia 2017-2018 si è svolta dal 2 al 4 febbraio 2018: al torneo hanno partecipato sei squadre di club slovacche femminili e la vittoria finale è andata per la sesta volta al Bratislavský.

## Regolamento
Alla competizione hanno preso parte le prime sei squadre classificate al termine della prima fase dell'Extraliga. 
Il torneo si è articolato in una Final Six, con le prime due squadre in classifica qualificate direttamente in semifinale ed accoppiamenti secondo ranking.

## Squadre partecipanti
| Squadra           | Qualificazione                   |
| ----------------- | -------------------------------- |
| Bratislavský      | 1ª nella prima fase di Extraliga |
| Oktan Kežmarok    | 5ª nella prima fase di Extraliga |
| Pezinok-Bilíkova  | 6ª nella prima fase di Extraliga |
| Prešov            | 4ª nella prima fase di Extraliga |
| Slávia Bratislava | 3ª nella prima fase di Extraliga |
| UKF Nitra         | 2ª nella prima fase di Extraliga |

## Torneo

### Tabellone
|  | Quarti | Quarti            | Quarti |  |  | Semifinali | Semifinali        | Semifinali |  |   | Finale       | Finale    | Finale |
|  |        |                   |        |  |  |            |                   |            |  |   |              |           |        |
|  |        |                   |        |  |  | 1          | Bratislavský      | 3          |  |   |              |           |        |
|  |        |                   |        |  |  | 1          | Bratislavský      | 3          |  |   |              |           |        |
|  |        |                   |        |  |  | 5          | Oktan Kežmarok    | 0          |  |   |              |           |        |
|  | 4      | Prešov            | 0      |  |  | 5          | Oktan Kežmarok    | 0          |  |   |              |           |        |
|  | 4      | Prešov            | 0      |  |  |            |                   |            |  |   |              |           |        |
|  | 5      | Oktan Kežmarok    | 3      |  |  |            |                   |            |  |   |              |           |        |
|  | 5      | Oktan Kežmarok    | 3      |  |  |            |                   |            |  | 1 | Bratislavský | 3         |        |
|  |        |                   |        |  |  |            |                   |            |  | 1 | Bratislavský | 3         |        |
|  |        |                   |        |  |  |            |                   |            |  |   | 2            | UKF Nitra | 1      |
|  |        |                   |        |  |  |            |                   |            |  |   | 2            | UKF Nitra | 1      |
|  |        |                   |        |  |  |            |                   |            |  |   |              |           |        |
|  |        |                   |        |  |  |            |                   |            |  |   |              |           |        |
|  |        |                   |        |  |  | 2          | UKF Nitra         | 3          |  |   |              |           |        |
|  |        |                   |        |  |  | 2          | UKF Nitra         | 3          |  |   |              |           |        |
|  |        |                   |        |  |  | 3          | Slávia Bratislava | 1          |  |   |              |           |        |
|  | 3      | Slávia Bratislava | 3      |  |  | 3          | Slávia Bratislava | 1          |  |   |              |           |        |
|  | 3      | Slávia Bratislava | 3      |  |  |            |                   |            |  |   |              |           |        |
|  | 6      | Pezinok-Bilíkova  | 0      |  |  |            |                   |            |  |   |              |           |        |
|  | 6      | Pezinok-Bilíkova  | 0      |  |  |            |                   |            |  |   |              |           |        |

### Risultati

#### Quarti di finale
| 2 febbraio 2018 Športová hala, Prievidza Durata: 1h:26 - Spettatori: ?  | Slávia Bratislava | 3 - 0 | Pezinok-Bilíkova | 25-16, 25-20, 30-28 |
| 2 febbraio 2018 Športová hala, Prievidza Durata: 1h:15 - Spettatori: 90 | Prešov            | 0 - 3 | Oktan Kežmarok   | 22-25, 23-25, 17-25 |

#### Semifinali
| 3 febbraio 2018 Športová hala, Prievidza Durata: 1h:02 - Spettatori: ?   | Bratislavský | 3 - 0 | Oktan Kežmarok    | 25-13, 25-17, 25-14        |
| 3 febbraio 2018 Športová hala, Prievidza Durata: 1h:52 - Spettatori: 100 | UKF Nitra    | 3 - 1 | Slávia Bratislava | 25-23, 25-17, 17-25, 26-24 |

#### Finale
| 4 febbraio 2018 Športová hala, Prievidza Durata: 1h:36 - Spettatori: 500 | Bratislavský | 3 - 1 | UKF Nitra | 25-20, 25-16, 20-25, 25-22 |